# Assedio del castello di St Andrews
L'assedio del castello di St Andrews fu un assedio operato da un gruppo di protestanti al castello di St Andrews dopo l'uccisione del cardinale David Beaton. Questi si insediarono nel castello e vennero assediati dal reggente di Scozia, il conte di Arran, e dalle sue truppe. Per 18 mesi le forze scozzesi non riuscirono a sfondare l'assedio al castello, ma alla fine i ribelli dovettero arrendersi per intervento della flotta francese (alleata con gli scozzesi) che iniziò a bombardare il castello dal mare. I membri della guarnigione protestante, incluso il predicatore John Knox, vennero fatti tutti prigionieri, portati in Francia e imbarcati come schiavi sulle galee della marina francese.

## L'assassinio del cardinale
Il castello di St Andrews era divenuto la residenza del cardinale David Beaton e della sua amante, Marion Ogilvy. La feroce opposizione mossa da Beaton al matrimonio tra Maria di Scozia e il principe Edoardo, figlio ed erede di Enrico VIII d'Inghilterra, aveva fatto scoppiare quello che divenne nota come "brutale corteggiamento", una vera e propria guerra tra Scozia e Inghilterra.
Nel 1546, David Beaton fece imprigionare il predicatore protestante George Wishart nella Sea Tower del castello e poi lo fece condannare al rogo di fronte alle mura del castello il 1º marzo di quello stesso anno. Gli amici di Wishart, incluso un gruppo di protestanti ben introdotti nella città di Fife, iniziarono a cospirare assieme a Enrico VIII e al suo ambasciatore Ralph Sadler per catturare o assassinare Beaton.
Sabato 29 maggio 1546, venne messo in atto il piano: Norman Leslie, il conte di Rothes e tre altri uomini, travestiti da muratori impegnati in lavori di riparazione al castello, riuscirono a introdursi nella struttura. James Melville e i suoi compagni dissero di avere un appuntamento col cardinale. William Kirkcaldy di Grange e altri otto uomini entrarono al castello dal ponte levatoio e si unirono a John Leslie di Parkhill, raggiungendo Ambrose Stirling, il guardiaporta, trafiggendolo con una spada e gettando il suo corpo nel fossato.
I finti muratori sotto la supervisione di Kirkcaldy si assicurarono che l'amante del cardinale, Marion Ogilvy, avesse lasciato il castello prima di agire. Robert Lindsay di Pitscottie scrisse in seguito che fu Peter Carmichael a uccidere il cardinale nella sua camera o sulla scalinata a spirale all'interno del complesso, nella torre est. Dopo aver compiuto l'assassinio, il gruppo appese il corpo del cardinale alla finestra del parapetto di fronte al castello perché servisse da monito per gli altri che si opponevano alla causa dei protestanti.
Il figlio del reggente di Scozia, James Hamilton, III conte di Arran, si trovava ostaggio di Beaton al castello e venne quindi liberato dagli invasori. John Knox scrisse che i difensori, successivamente, ricoprirono il corpo di Beaton con sale, lo misero in una cassa di piombo e lo seppellirono nella Sea Tower del castello. David Lyndsay scrisse successivamente il dramma Tragedie of the Cardinall nella quale la voce del fantasma-cardinale pronuncia le seguenti parole in scozzese antico: "Thay saltit me, syne cloist me in a kist."

## I preparativi dell'assedio

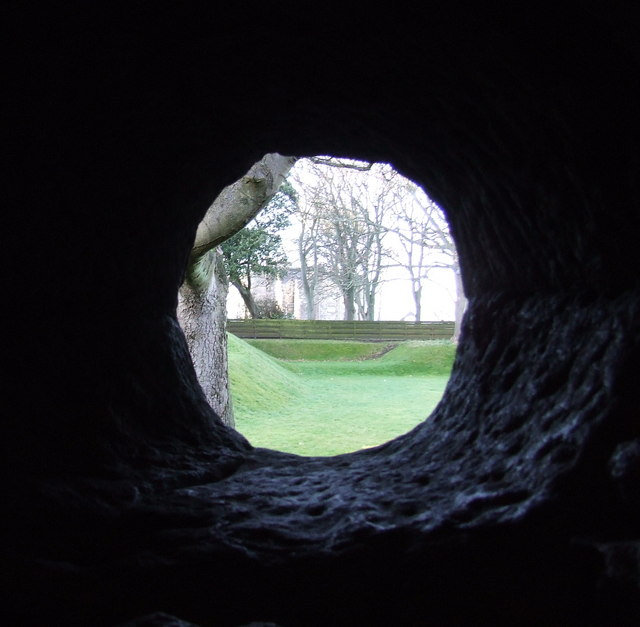
Una bocca di cannone al castello

A seguito dell'assassinio del cardinale, i protestanti cercarono rifugio nel castello. Tra questi vi erano: Norman Leslie, James Kirkcaldy di Grange, Henry Balnaves e il capitano John Borthwick. Il conte di Arran venne costretto a ritardare la sua risposta in quanto impegnato nell'assedio del castello di Dumbarton nella Scozia occidentale, che prese infine agli inglesi l'8 luglio 1546.
Il parlamento di Scozia a Stirling l'11 giugno 1546 emanò un proclama secondo il quale a qualsiasi scozzese era vietata la vendita di beni di rifornimento ai protestanti al castello St Andrews e Norman Leslie venne decretato come traditore. William Kirkcaldy di Grange negoziò con Enrico VIII d'Inghilterra, offrendo James Hamilton come ostaggio agli inglesi in cambio di aiuto. Nel settembre di quello stesso anno, Enrico VIII inviò dei rifornimenti agli assediati a bordo di sei navi comandate da William Tyrrell con il geniere militare Richard Lee. L'intervento diretto inglese nel confronto, ovviamente, peggiorò la già tesa situazione con la Scozia.
A St Andrews, secondo Pitscottie, inizialmente la guarnigione si diede a razziare la campagna circostante. Il conte di Arran si preparò per un lungo assedio. I monasteri della Scozia ottennero l'ordine di pagare una tassa di 6000 sterline per coprire i costi di riparazione e mantenimento del castello conquistato, pena la confisca dei loro beni. Norman Leslie e Kirkcaldy di Grange coi loro complici vennero tutti scomunicati per l'uccisione del cardinale. Il 24 novembre venne fatta pervenire copia di questa scomunica anche al castello.

## L'assedio da parte del governo scozzese

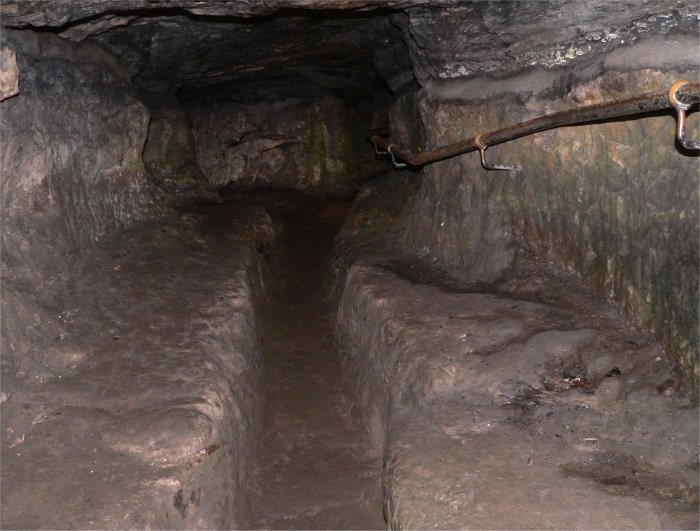
La contromina, oggi

Nell'ottobre del 1546 il conte di Arran e il consiglio privato scozzese s'incontrarono a St Andrews e vennero preparate le prime operazioni per l'assedio. Venne scavato un tunnel per minare la Fore Tower ed entrare nel castello. L'ambasciatore francese Odet de Selve riportò come in 18 giorni l'opera fu completata. I difensori a loro volta scavarono una contromina per beffare il nemico. Entrambi i tunnel vennero intagliati nella dura roccia e vennero riscoperti solo nel 1879 e oggi sono aperti al pubblico.
L'artiglieria del conte di Arran venne diretta da Robert Hamilton di Briggis il quale da solo aveva speso 3756 sterline per pagare minatori e lavoratori all'opera. Il conte di Arran intimò ai suoi nemici di consegnargli il castello e di rilasciare suo figlio, ma questi rifiutarono e pertanto il comandante dell'esercito scozzese puntò i suoi cannoni verso la Sea Tower e l'area della cappella a ovest. Per tutta risposta i difensori sparando uccisero il maestro cannoniere John Borthwick. Dopo due giorni di perdite, i cannoni del reggente erano quasi sprovvisti di cannonieri.
Nel novembre, il conte di Arran venne a sapere che l'esercito inglese era in marcia per raggiungere il castello e chiese pertanto supporto alla città di Fife. Si fece inoltre inviare da Leith nel dicembre successivo le provviste necessarie a resistere, oltre a 60 lastre di piombo tratte dalla copertura del tetto della Great Hall di Holyroodhouse per produrre ulteriori munizioni.

### La tregua del dicembre del 1546
Enrico VIII sapeva che gli uomini al castello di St Andrews erano in difficoltà e per questo scrisse personalmente al conte di Arran dal Nonsuch Palace il 20 dicembre 1546, chiedendo al reggente di Scozia di desistere dall'assedio, minacciando di inviare il suo esercito in piene forze. Balnaves, Leslie e William Kirkcaldy ottennero ciascuno 100 sterline dal consiglio privato inglese. Il cancelliere inglese, Thomas Wriothesley, disse ai diplomatici del conte di Arran a Londra, David Panter e Adam Otterburn, di chiedere anch'essi al reggente di desistere nel suo assedio, ma questi si rifiutarono asserendo che non fosse loro compito, ma inviarono comunque una nota di quanto accaduto al conte in Scozia.
A ogni modo, il 18 dicembre 1546, era già stata concordata una tregua. I negoziatori di Arran furono David Lyndsay, Henry Balnaves, il prevosto di Aberdeen, i conti di Huntly, Argyll e Marischal, e lord Gray, che parlarono fisicamente alle mura del castello. Gli assediati risposero di volere prima un'assoluzione ufficiale da parte del papa per il delitto commesso e poi si sarebbero arresi a buone condizioni. Ovviamente il conte di Arran non poteva permettere una cosa del genere e per questo si riunì coi suoi per trovare un modo per far cedere gli avversari che non fosse una vittoria per fame. Henri Cleutin, consigliere diplomatico di Maria di Guisa gli consigliò di fingere di avere il documento e di costringere gli assediati a uscire per poi decapitarli immediatamente, ma la proposta venne trovata troppo cinica e disonesta.

### Lo stallo
La paventata invasione inglese non avvenne mai, ma Balnaves riuscì ad assicurarsi i servigi di due genieri militari italiani al servizio del re d'Inghilterra, Guglielmo Rosetti e Angelo Arcano. Dopo la morte di Enrico VIII il 27 gennaio 1547, suo figlio Edoardo VI decise di non inviare gli uomini promessi dal padre in Scozia. Gli assediati continuarono a inviare richieste di aiuto alla corte inglese e vi si portarono personalmente anche via mare. L'ambasciatore scozzese Adam Otterburn ne registrò la presenza a Londra in diverse occasioni. Le navi inglesi promisero di inviare armi e rifornimenti, ma St Andrews venne bloccata dalla marina militare scozzese nel marzo del 1547 per intervento dell'ammiraglio Elmes.
Gli assediati giunsero a suggerire al re inglese scrivere una lettera all'imperatore Carlo V del Sacro Romano Impero affinché persuadesse il papa a non garantire l'assoluzione agli scomunicati in nessun caso; così facendo l'assedio sarebbe proseguito ulteriormente, dando così tempo a Edoardo VI di inviare un esercito adeguato in Scozia. Sebbene l'assoluzione arrivò nell'aprile del 1547, i castellani rifiutarono di arrendersi.

## L'assedio francese

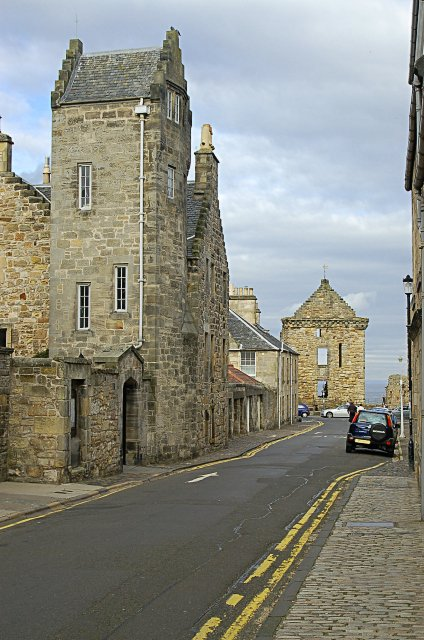
I cannoni francesi vennero portati sin dentro le strade di St Andrews

La situazione di stallo creatasi terminò nel luglio del 1547 quando re Enrico II di Francia inviò una flotta di proprie navi a prendere il castello per conto del governo scozzese di cui era alleato. Le forze erano comandate dall'ammiraglio e geniere italiano Leone Strozzi che diresse un devastante bombardamento d'artiglieria sulla fortezza. Sulle navi si trovavano anche i cartografi Jean Rotz e Nicolas de Nicolay.
La flotta, che dovette circumnavigare buona parte dell'Inghilterra per giungere sino in Scozia, a nord, non venne attaccata dalla marina militare inglese che pure la individuò, ma pensò che fosse venuta per imbarcare Maria di Scozia. Il conte di Somerset rassicurò inoltre l'ambasciatore imperiale, François van der Delft, che se la flotta francese avesse osato attaccare anche solo un castello in Scozia, egli non avrebbe esitato a inviare 24 navi da guerra per bloccare St Andrews e il Firth of Forth.
Il bombardamento dalla flotta francese non produsse gli effetti sperati, ma dopo 20 giorni venne infine lanciato un assedio via terra che iniziò il 28 luglio, mentre i difensori erano già stati colpiti dalla peste all'interno del castello. Vennero piazzati dei cannoni su St Salvator e sulle torri della cattedrale. La batteria iniziò a sparare il 30 luglio. Il castello venne ben presto reso inoffensivo nel giro di sei ore.
John Knox incluse il racconto dell'assalto francese nel suo History of the Reformation of Scotland. Secondo Knox, la flotta francese costrinse il castello ad arrendersi l'ultimo giorno di giugno.
La notizia che la flotta francese stava assediando il castello giunse a Londra il 27 luglio. Troppo tardi, il 1º agosto 1547, Edward Clinton ottenne l'ordine di contrastare le forze francesi impegnate a St Andrews. L'ammiraglio Clinton si imbarcò sulla Pansy a Harwich e fece rotta verso St Andrews.

## Conseguenze
I protestanti, sconfitti, vennero portati via dal castello; alcuni vennero imprigionati in Francia mentre altri, tra cui Knox, vennero condannati alle galee. L'immediata conseguenza dell'assedio fu l'ordine del conte di Somerset di mobilitare un grande esercito di terra e di mare da inviare in Scozia.
Secondo Jean de Saint Mauris, diplomatico imperiale, l'ambasciatore inglese, Nicholas Wotton si lamentò con Enrico II di Francia in quanto tale intervento era da considerarsi una violazione del Trattato di Ardres dal momento che questi era certamente a conoscenza del fatto che gli scozzesi che occupavano il castello lo stavano facendo in nome del re d'Inghilterra. Enrico II replicò dicendo che il castello era stato occupato dai protestanti dopo la firma del trattato e pertanto fu l'Inghilterra a rompere semmai gli accordi.
Il successo della missione francese e la successiva sconfitta della Scozia nella battaglia di Pinkie rafforzarono la Auld Alliance e nel 1548 Maria di Scozia venne portata in Francia con la prospettiva di sposare il Delfino.
Norman Leslie venne imprigionato a Cherbourg, e Balnaves a Rouen. Alcuni membri della guarnigione vennero tenuti prigionieri nella fortezza di Mont Saint-Michel, dove Robert e William Leslie, William Kirkcaldy e Peter Carmichael riuscirono a  sopraffare i loro carcerieri aprendosi la strada verso Rouen e Le Conquet e a ritornare via nave in Inghilterra.
Il castello venne in seguito sostanzialmente ricostruito dall'arcivescovo John Hamilton, fratello illegittimo del conte di Arran e successore di David Beaton.